# 信越硬式野球クラブ
信越硬式野球クラブ（しんえつこうしきやきゅうクラブ）は、長野県長野市に本拠地を置き、日本野球連盟に所属する社会人野球のクラブチームである。長野市青木島に専用の更北グラウンドを持つ。

## 概要
1954年に『電電信越』として設立されたのがチームのスタートである。その後、1985年に電電公社民営化に伴い『NTT信越』に改称された。
1999年のNTTグループ再編に伴ってNTTの企業保有チームはNTT東日本とNTT西日本の2チームに限られたため、同年7月26日からクラブチームに移行され、チーム名を『NTT信越硬式野球クラブ』に改称した。
チーム名にNTTの文字を残していたが、クラブチームに移行してから10年が経過し、NTT所属の選手が減少していることと地域に根差したチーム運営を目指すことから、2010年シーズンよりNTTの文字を外し『信越硬式野球クラブ』にチーム名を改称した。

## 設立・沿革
- 1954年 - 『電電信越』として創部。
- 1958年 - 都市対抗野球に初出場（初戦敗退）。
- 1974年 - 日本選手権に初出場（第1回大会、8強）。
- 1985年 - 電電公社の民営化に伴い、チーム名を『NTT信越』に改称。
- 1999年 - NTTグループ再編に伴い、チーム名を『NTT信越硬式野球クラブ』に改称。企業チーム登録からクラブチーム登録に変更。
- 2010年 - チーム名を『信越硬式野球クラブ』に改称。

## 主要大会の出場歴・最高成績
（「電電信越」、「NTT信越」、「NTT信越硬式野球クラブ」時代を含む）
- 都市対抗野球大会：出場23回、8強1回（1987年 ）
- 社会人野球日本選手権大会：出場16回、8強4回（1974、1977、1991、1992年）
- JABA長野県知事旗争奪野球大会：優勝5回（1985、1993、1996、1997、2015年）
- JABA新潟大会：優勝6回（1979、1980、1984、1992、1993、2007年）
- JABA富山市長旗争奪富山大会：優勝8回（1972、1973、1978、1980、1981、1984、1987、1992年）
- JABA高山市長旗・飛騨市長杯争奪高山大会：優勝2回（1986、1987年）
- JABA伊勢・松阪大会：優勝2回（1986年、2008年）

## 主な出身プロ野球選手
- 須崎正明（外野手） - 1963年に近鉄バファローズに入団
- 三輪悟（投手） - 1969年ドラフト2位で西鉄ライオンズに入団
- 桃井進（捕手） - 1980年ドラフト4位でロッテオリオンズに入団

## 元プロ野球選手の競技者登録
- 土肥省三（元阪急軍） - 監督→退団
- 土屋弘光（元：中日ドラゴンズ） - 総監督
- 新井竜郎（元：大洋ホエールズ、大映スターズ） - 監督→退団
- 山岸静馬（元：大映ユニオンズ） - 捕手→退団
- 金谷剛（元：ボストン・レッドソックスルーキー級、大阪近鉄バファローズ） - 捕手（2002年 - 2005年）→退団
- 野村宏之（元：オリックス・バファローズ） - 投手（2010年 - 2012年）→退団
- 永井敦士（元：広島東洋カープ） - 外野手（2025年 - ）

## かつて在籍していた選手・関係者
- 市原勝人 - 二松學舍大学附属高等学校監督